# Тимофійчук Марина Іванівна
Марина Іванівна Тимофійчук також відома як NAVKA (нар. 24 серпня 1987, Чернівці) — музикантка, авторка і виконавиця пісень українською мовою, поет.

## Життєпис
Марина Тимофійчук народилася в Чернівцях 24 серпня 1987 року в сім'ї інженера, учасника Війни в Афганістані (1979—1989) та вчительки музики. Закінчила Чернівецьку загальноосвітню школу І-ІІІ ступенів № 8 та Музичну школу № 2 в класі фортепіано. Навчалася у Чернівецькому училищі мистецтв, у 2009 році закінчила філологічний факультет Чернівецького університету.
У віці 8 років почала писати вірші, брала участь у численних поетичних конкурсах та випустила дві збірки поезій. Перемогла в конкурсі «Мандрівний музика» ім. Володимира Івасюка, як автор та композитор.
Вокалом почала займатись у 14 років під керівництвом Олени Кузнєцової — першої виконавиці пісні Івасюка «Червона рута». 2007 року потрапила до фіналу Міжнародного фестивалю бардів пол. OPPA (Варшава).
У 2009 році була серед дипломантів у різних жанрах ювілейного фестивалю «Червона рута». 2019 року пройшла відбір ювілейного десятого популярного телевізійного шоу X-Фактор.

## Сім'я
Розлучена, виховує двох синів: Максима (2012 р.н.) та Андрія (2010 р.н.)

## Суспільна та політична діяльність
В листопаді 2013, за два тижні до початку Революції гідності публікує пісню «Доборолися» на слова Ліни Костенко, після вбивства на Майдані Сергія Нігояна публікує пісню «Я не дозволю вбивати мого брата».
2014 року очолює Департамент суспільних комунікацій Чернівецької обласної адміністрації. 2015 року звільняється, остаточно вирішивши займатись мистецтвом.
На Різдвяні свята у 2015 році їде з благодійними концертами в зону АТО, проводячи концерти у різних умовах: від розбомбленої музичної школи в Станиці-Луганській (30 глядачів) до клубу в колишньому таборі (300 військових).
Пісня «Я нап'юсь вина», що вийшла в липні 2016 року, стає переломним моментом, починається виробництво музики на професійнішому рівні.
В 2021 році піснею Віють вітри (в сучасній обробці) долучилася до проєкта Руслана Горового "Так працює пам'ять", присвяченого Дані Дідіку та всім, хто загинув за незалежність України.

## Друковані видання

### Окремі видання
- Марина Тимофійчук. Відлуння душі. Поезії / Микола Бучко. — Чернівці : Золоті литаври, 2001. — 48 с. — ISBN 966-7577-72-4.
- Марина Тимофійчук. Мелодія тиші і слова / Микола Бучко. — Чернівці : Золоті литаври, 2004. — 72 с. — ISBN 966-8029-53-4.

### Публікації в колективних збірках
- Вірші «Я не дозволю» та «Мій ворог мене називає сестрою» — Небесна Сотня : антологія майданівських віршів. — Чернівці : Букрек, 2014. — 400 с. — ISBN 978-966-399-568-7.

## Кліпи
- «Ми дівчата, ми такі (котики-муркотики)» (березень, 2020)
- «Мамо, він мій» (жовтень, 2019)
- «Ціп-ціп» (травень, 2019)
- «#Татанці» (квітень, 2018)
- «Инчий світ» (листопад, 2017)
- «Подоляночка» (травень, 2017)
- «Я нап'юсь вина» (червень, 2016)
- «Герої повертаються додому» (березень, 2015)
- «Я не дозволю» (жовтень, 2014)

## Відзнаки
- 2016 — за вагомий вклад у підтримку 80 ОДШБр нагороджена Відзнакою командира Андрія Ковальчука